# Бюст Михаила Кутузова (Смоленск)
Бюст Михаила Кутузова — бюст великого русского полководца Михаила Илларионовича Кутузова, установленный в 1912 году в Сквере Памяти Героев в Смоленске.

## Местонахождение и внешний вид
Бюст Кутузова в настоящее время находится в восточной части Сквера Памяти Героев. Кутузов изображён в парадном военном мундире с орденской лентой. Бюст поставлен на невысокий полутораметровый гранитный постамент. Надпись на передней стороне постамента гласит: «Михаилу Илларионовичу Кутузову, князю Смоленскому. 1912 год.» Бюст выполнен из бронзы. Вокруг памятника разбит цветник. Перед памятником находится гранитный монолит с текстом обращения Кутузова к населению Смоленской губернии 20 августа 1812 года:
Достойные смоленские жители, любезнейшие соотечественники! С живейшим восторгом извещаюсь я отовсюду о беспримерных опытах в верности и преданности вашей… к любезнейшему отечеству. В самых лютейших бедствиях своих показываете вы непоколебимость правил. Враг мог разрушить стены ваши, обратить в развалины и пепел имущества, наложить на вас тяжкие оковы, но не мог и не возможет победить и покорить сердец ваших. Таковы россияне!

## История
Бюст Кутузова был установлен на средства, которые были собраны жителями Смоленской губернии. Открытие было приурочено к 100-летней годовщине Бородинской битвы, 26 августа 1912 года. Скульптором памятника была выпускница Академии Художеств в Санкт-Петербурге Мария Страховская. Первоначально бюст стоял на центральной аллее Сквера Памяти Героев.
В 1930-е годы бюст был демонтирован и находился в экспозиции музея на Соборной горе, где экспонировался вместе с картиной художника Мушкетова «Наполеон в Успенском соборе».
В годы Великой Отечественной войны немецкими оккупантами бюст был демонтирован с целью дальнейшего вывоза в Германию, однако советским войскам удалось возвратить его в Смоленск. Бюст был найден во время расчистки железнодорожных путей в куче металлолома на перегоне «Красное-Осиновка» на Оршанском направлении в 1944 году. Во время войны была утрачена оригинальная бронзовая доска, висевшая на постаменте.
В 1975 году при реконструкции Сквера Памяти Героев бюст был перенесён с центральной аллеи ко входу в него со стороны улицы Дзержинского.
В 1987 году напротив бюста Кутузова была установлена аллея бюстов полководцев Отечественной войны 1812 года: Барклая-де-Толли, Багратиона, Дохтурова (автор А.С. Сергеев), Неверовского (автор А.Н. Русецкая) и Раевского (автор Л.А. Ельчанинова). В 2011 году там же был открыт бюст генерала Оленина (автор П. А. Фишман).